# Wikipedia tiếng Na Uy
Wikipedia tiếng Na Uy là phiên bản tiếng Na Uy của Wikipedia, một bách khoa toàn thư mở.